# Beter (BLØF)
Beter is een single uit 2011 van de Zeeuwse band BLØF, afkomstig van het tiende studioalbum Alles blijft anders. Het nummer is de tweede single die afkomstig is van dit album.

## Geschiedenis
De première van het nummer vond op 29 januari plaats in RTL Boulevard, in de week daarop was de volledige videoclip te zien bij De Telegraaf. Na korte tijd werd het nummer een 3FM Megahit.
Nadat BLØF het nummer had geschreven, bood Paskal Jakobsen een Engelstalige versie aan aan Roel van Velzen, maar deze sloeg het nummer af.

## Hitnoteringen

### Nederlandse Top 40
| Hitnotering: 12-02-2011 t/m 09-04-2011 | Hitnotering: 12-02-2011 t/m 09-04-2011 | Hitnotering: 12-02-2011 t/m 09-04-2011 | Hitnotering: 12-02-2011 t/m 09-04-2011 | Hitnotering: 12-02-2011 t/m 09-04-2011 | Hitnotering: 12-02-2011 t/m 09-04-2011 | Hitnotering: 12-02-2011 t/m 09-04-2011 | Hitnotering: 12-02-2011 t/m 09-04-2011 | Hitnotering: 12-02-2011 t/m 09-04-2011 | Hitnotering: 12-02-2011 t/m 09-04-2011 | Hitnotering: 12-02-2011 t/m 09-04-2011 |
| Week:                                  | 1                                      | 2                                      | 3                                      | 4                                      | 5                                      | 6                                      | 7                                      | 8                                      | 9                                      |                                        |
| -------------------------------------- | -------------------------------------- | -------------------------------------- | -------------------------------------- | -------------------------------------- | -------------------------------------- | -------------------------------------- | -------------------------------------- | -------------------------------------- | -------------------------------------- | -------------------------------------- |
| Positie:                               | 27                                     | 24                                     | 20                                     | 18                                     | 13                                     | 13                                     | 21                                     | 30                                     | 31                                     | uit                                    |

### NederlandseSingle Top 100
| Hitnotering: (Week 1 t/m 3) 05-02-2011 t/m 19-02-2011 Hitnotering: (Week 4 t/m 8) 05-03-2011 t/m 02-04-2011 | Hitnotering: (Week 1 t/m 3) 05-02-2011 t/m 19-02-2011 Hitnotering: (Week 4 t/m 8) 05-03-2011 t/m 02-04-2011 | Hitnotering: (Week 1 t/m 3) 05-02-2011 t/m 19-02-2011 Hitnotering: (Week 4 t/m 8) 05-03-2011 t/m 02-04-2011 | Hitnotering: (Week 1 t/m 3) 05-02-2011 t/m 19-02-2011 Hitnotering: (Week 4 t/m 8) 05-03-2011 t/m 02-04-2011 | Hitnotering: (Week 1 t/m 3) 05-02-2011 t/m 19-02-2011 Hitnotering: (Week 4 t/m 8) 05-03-2011 t/m 02-04-2011 | Hitnotering: (Week 1 t/m 3) 05-02-2011 t/m 19-02-2011 Hitnotering: (Week 4 t/m 8) 05-03-2011 t/m 02-04-2011 | Hitnotering: (Week 1 t/m 3) 05-02-2011 t/m 19-02-2011 Hitnotering: (Week 4 t/m 8) 05-03-2011 t/m 02-04-2011 | Hitnotering: (Week 1 t/m 3) 05-02-2011 t/m 19-02-2011 Hitnotering: (Week 4 t/m 8) 05-03-2011 t/m 02-04-2011 | Hitnotering: (Week 1 t/m 3) 05-02-2011 t/m 19-02-2011 Hitnotering: (Week 4 t/m 8) 05-03-2011 t/m 02-04-2011 | Hitnotering: (Week 1 t/m 3) 05-02-2011 t/m 19-02-2011 Hitnotering: (Week 4 t/m 8) 05-03-2011 t/m 02-04-2011 | Hitnotering: (Week 1 t/m 3) 05-02-2011 t/m 19-02-2011 Hitnotering: (Week 4 t/m 8) 05-03-2011 t/m 02-04-2011 |
| Week: | 1 | 2 | 3 | | 4 | 5 | 6 | 7 | 8 | |
| --- | --- | --- | --- | --- | --- | --- | --- | --- | --- | --- |
| Positie: | 17 | 31 | 82 | uit | 70 | 67 | 87 | 91 | 94 | uit |

### NPO Radio 2 Top 2000
| Nummer met noteringen in de NPO Radio 2 Top 2000 | '11 | '12  |
| ------------------------------------------------ | --- | ---- |
| Beter                                            | 987 | 1524 |

1. ↑  Een vetgedrukt getal geeft de hoogste notering aan.
2. ↑  2011 was het eerste jaar met een notering voor dit nummer.
3. ↑  Deze tabel is bijgewerkt tot en met de laatste editie (2024).